# Alexis Wright
Alexis Wright (Cloncurry, Queensland, 25 de novembre del 1950) és una escriptora aborigen australiana.
El seu pare, un ramader blanc, morí quan només tenia cinc anys. Per tant, es crià amb la seva mare i la seva àvia, que eren de l'ètnia wanyi, a les terres altes al sud del golf de Carpentària. La seva primera novel·la, Plains of Promise, el 1997, tingué una acollida molt bona i ha estat reeditada diversos cops.
El 1998 publicà una antologia de la història del moviment pel dret dels aborígens a les seves terres.
La seva segona novel·la, Carpentaria, fou rebutjada per tots els editors australians importants abans que la publiqués l'editor independent Giramondo el 2006. Amb aquesta obra guanyà diversos premis el 2007. Arran d'aquest èxit, i amb el patrocini del PEN Club Internacional, feu un discurs contra l'intervencionisme del govern de John Howard, en el que parlava d'ètica de la por nacional a Austràlia, de manera que la premsa australiana la presentà com un símbol dels sentiments dels pobles autòctons oposats a la intervenció de l'estat.